# يواكيم ماتسون
يواكيم ماتسون هو لاعب هوكي الجليد سويدي، ولد في 24 يناير 1990 في كرامفوش ‏ في السويد.

## وصلات خارجية
- يواكيم ماتسون على موقع EliteProspects.com (الإنجليزية)
- يواكيم ماتسون على موقع HockeyDB.com (الإنجليزية)